# Fellow of the American Association for the Advancement of Science
Fellowship of the American Association for the Advancement of Science (FAAAS) és un honor concedit per l'American Association for the Advancement of Science (AAAS) a persones distingides que són membres de l'Associació. Els becaris són elegits anualment pel Consell AAAS per "esforços en favor de l'avenç de la ciència o les seves aplicacions [que] es distingeixen científicament o socialment".
Alguns exemples d'àrees en què els nominats han pogut contribuir significativament són la investigació; l'ensenyament; la tecnologia; els serveis a les societats professionals; l'administració en acadèmies, la indústria, i el govern; i comunicar i interpretar la ciència al públic. L'associació ha concedit beques des de 1874. L'AAAS publica una actualització anual de la llista de becaris actius, que també proporciona una adreça de correu electrònic per verificar l'estat dels membres no actius.

## Organitzadors de la AAAS
Els organitzadors de la AAAS inclueixen els guanyadors del premi Nobel Michael W. Young i Michael Rosbash, el guanyador del premi Turing de la ACM David Patterson I el guanyador de la medalla d'honor de la IEEE Irwin M. Jacobs.

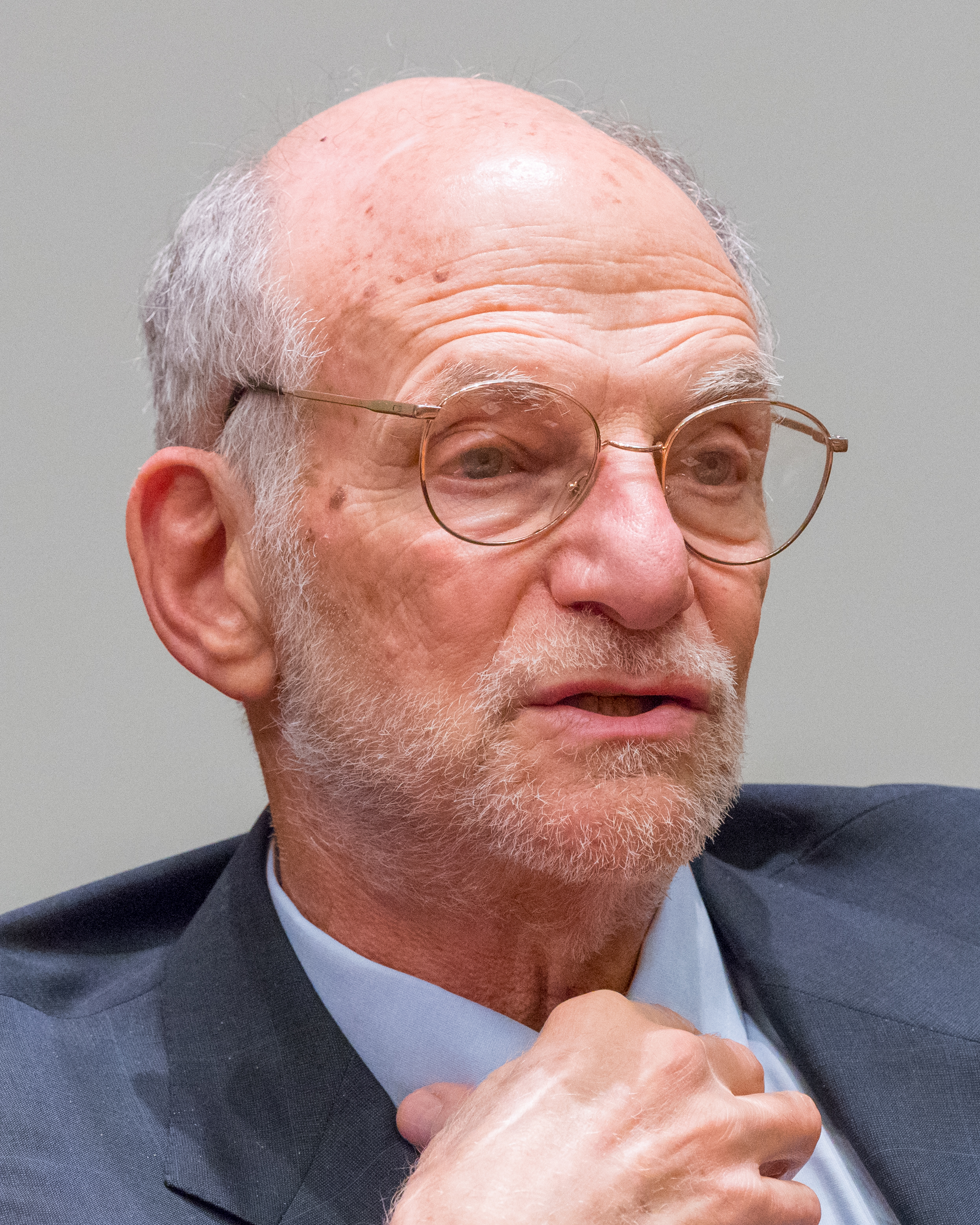
Premi nobel: Michael Rosbash
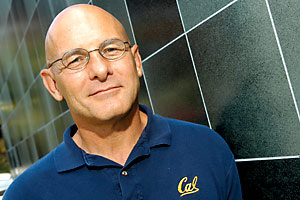
Premi Turing ACM: David Patterson
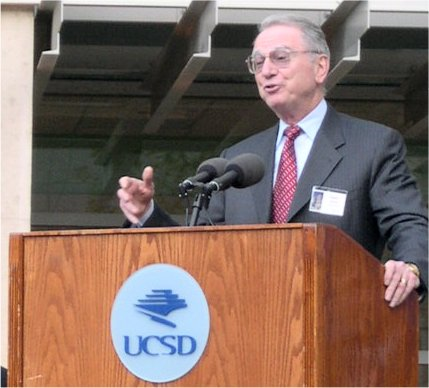
Medalla d'honor de la IEEE: Irwin Jacobs

## Revocació per assetjament
A partir del 15 d'octubre de 2018, es pot revocar la condició d'un company "en els casos que es demostri una mala conducta científica demostrada, incompliments greus de l'ètica professional o quan el company, segons l'autorització AAAS, ja no mereixi la condició de company". Es tracta de limitar els efectes i la tolerància de l'assetjament sexual, que Margaret Hamburg, la presidenta de l'AAAS afirma, “no té cabuda en la ciència”.
Aquesta decisió ha permès a AAAS sancionar Francisco Ayala, abans de la Universitat de Califòrnia, Irvine; Thomas Jessell, abans de la Universitat de Colúmbia; Lawrence Krauss, de la Universitat Estatal d'Arizona, Tempe; i Inder Verma, abans de l'Institut Salk d'Estudis Biològics de San Diego, Califòrnia.